# Tristan Jussaume
Tristan Jussaume (Contrecœur, 20 marzo 2001) è un ciclista su strada e pistard canadese.

## Palmarès

### Strada
- 2021 (Aevolo, una vittoria)

Campionati canadesi, Prova a cronometro Under-23
- 2022 (Aevolo, una vittoria)

Campionati canadesi, Prova a cronometro Under-23

#### Altri successi
- 2023

Championnats Québécois sur Route Élite, Prova a cronometro

### Pista
- 2018

Campionati canadesi, Inseguimento individuale Junior
- 2019

Campionati canadesi, Scratch Junior
Campionati canadesi, Americana Junior (con Gregory Santiago Zapata)

## Piazzamenti

### Competizioni mondiali
- Campionati del mondo su strada

Yorkshire 2019 - Cronometro Junior: 55º
Wollongong 2022 - Cronometro Under-23: 19º
Wollongong 2022 - In linea Under-23: ritirato
Glasgow 2023 - Cronometro Under-23: 26º
- Campionati del mondo su pista

Francoforte sull'Oder 2019 - Inseguimento a squadre Junior: 6º
Francoforte sull'Oder 2019 - Inseguimento individuale Junior: 3º